# Штепа, Антон Игнатьевич
Антон Игнатьевич Штепа (укр. Анто́н Гна́тович Ште́па; 22 ноября 1903, с. Сваричевка Полтавской губернии (ныне Ичнянский район Черниговская область Украины)  — 20 апреля 2005) — заслуженный мастер украинского народного творчества, один из старейших мастеров украинской школы резьбы по дереву. Народный художник Украины (1993).
Пожизненный стипендиат премии им. В. Вернадского, учрежденной Фондом интеллектуального сотрудничества «Украина — XXI век».
Автор деревянных скульптурных композиций и барельефов из жизни украинского народа: «Ішов кобзар до Києва та й сів спочивати» (1966), «Наймичка», «Лірник», «Тарас Бульба», «Жнива», «Молотьба», «Випив чарочку, не більше», «Танец монашек», портрет И. Котляревского.
В 1983 в Черниговском историческом музее были выставлены его произведения, собранные из разных музеев Украины.

## Награды и звания
- Орден «За заслуги» III степени (20 ноября 2003 года) — за значительный личный вклад в развитие украинского народного искусства, многолетнюю плодотворную творческую деятельность и по случаю 100-летия со дня рождения[1].
- Народный художник Украины (1993).
- Заслуженный художник Украинской ССР (1988).